# 袁商
袁商。字清夷，號可齋，慶元府鄞縣(今浙江寧波)人，南宋大臣。

## 生平
曾祖袁毂，父袁燮，是袁燮第三子。长兄袁甫、次兄袁肃。南宋嘉定十六年（1207年），登進士。南宋端平三年（1236年），在任太常博士时贬官作秘書郎。不久后晋升著作佐郎。
宋理宗淳祐（1241年-1252年）年间，歷官吏部尚書、資善堂贊讀。理宗寶祐（1253年-1258年）年间，以寶謨閣直學士、正議大夫提舉江州庐山太平興國宫。

## 著作
南宋寶祐五年七月，作《重修高橋記》：
| 恭惟我高宗皇帝聰明神武，誕受命中興。乃建炎之三年，金人犯明州，大將張俊帥諸將鏖戰于高橋，敵衄而遁，繇是六龍駐蹕錢塘，用再造我區夏。橋雖更紹興重建，然年深，木腐石泐，壞輒修，修輒壞，民不惟病涉，亦病修。 |